# Johannes Grenzfurthner
Johannes Grenzfurthner (en allemand : [joˈhanəs ˈgrɛntsfʊɐ̯tnɐ]), né en 1975 à Vienne, est un artiste, réalisateur, acteur, conservateur, metteur en scène, interprète et conférencier autrichien. 
Grenzfurther est le fondateur, concepteur et directeur artistique de monochrom, un groupe international d'art et de théorie. La majeure partie de ses œuvres sont nommées monochrom. Grenzfurther est un chercheur dans le domaine des cultures subversives et marginales, en lien par exemple avec les thématiques de la sexualité et de la technologie,, et l'un des fondateurs du technohédonisme. 
Le magazine Boing Boing a qualifié Grenzfurthner de leitnerd, un jeu de mots sur le terme allemand Leitkultur, ce qui évoque de façon ironique le rôle de Grenzfurthner dans la culture nerd/hacker/artistique.

## Biographie
Au début des années 1990, Grenzfurthner est membre de plusieurs forums BBS. Il utilise alors ses relations cultivées en ligne pour créer monochrom, un fanzine ou magazine alternatif traitant d'art, de technologie et des cultures subversives. Le but est pour lui de réagir au conservatisme qui émergeait dans les cultures développées en ligne au début des années 1990, et de combiner son bagage politique assemblé auprès des punks autrichiens et dans le mouvement antifa, avec une discussion sur les nouvelles technologies et les cultures qu'elles créent. La revue donne des interviews et essais, de Bruce Sterling, Hans Ruedi Giger, Eric Drexler, Terry Pratchett ou Bob Black, par exemple, avec une mise en page expérimentale. En 1995, le groupe décide de traiter des nouvelles pratiques artistiques, et commence à expérimenter avec différents supports : les jeux vidéo, robots, marionnettes, comédies musicales, courts-métrages et canulars,, les conférences et l'activisme en ligne, que Grenzfurthner appelle « piratage urbain » ou plus spécifiquement : « piratage contextuel », terme inventé par lui.
« Le piratage contextuel confère les objectifs des hackers et leurs méthodes au réseau de relations sociales dans lesquels les productions artistiques ont lieu, et duquel elles dépendent. De façon métaphorique, ces relations comportent elle aussi un code source. Les programmes s'exécutent d'eux-mêmes, et nos interactions sont structurées par une interface utilisateur. Lorsque nous nous pensons comme un espace, une niche, une scène, une sous-culture ou un média ou comme des fonctions de pratiques politiques, nous avons la possibilité de le modifier et de le « recoder », en déconstruisant les relations de pouvoirs afin de nous émanciper de nos compulsions et des directives préfabriquées ».
Le groupe est connu pour son travail sur différentes pratiques artistiques, différents supports et formats de divertissement. Grenzfurthner appelle cela « chercher les meilleurs outils de destructions massives d'une idée ».

### Conférences et festivals

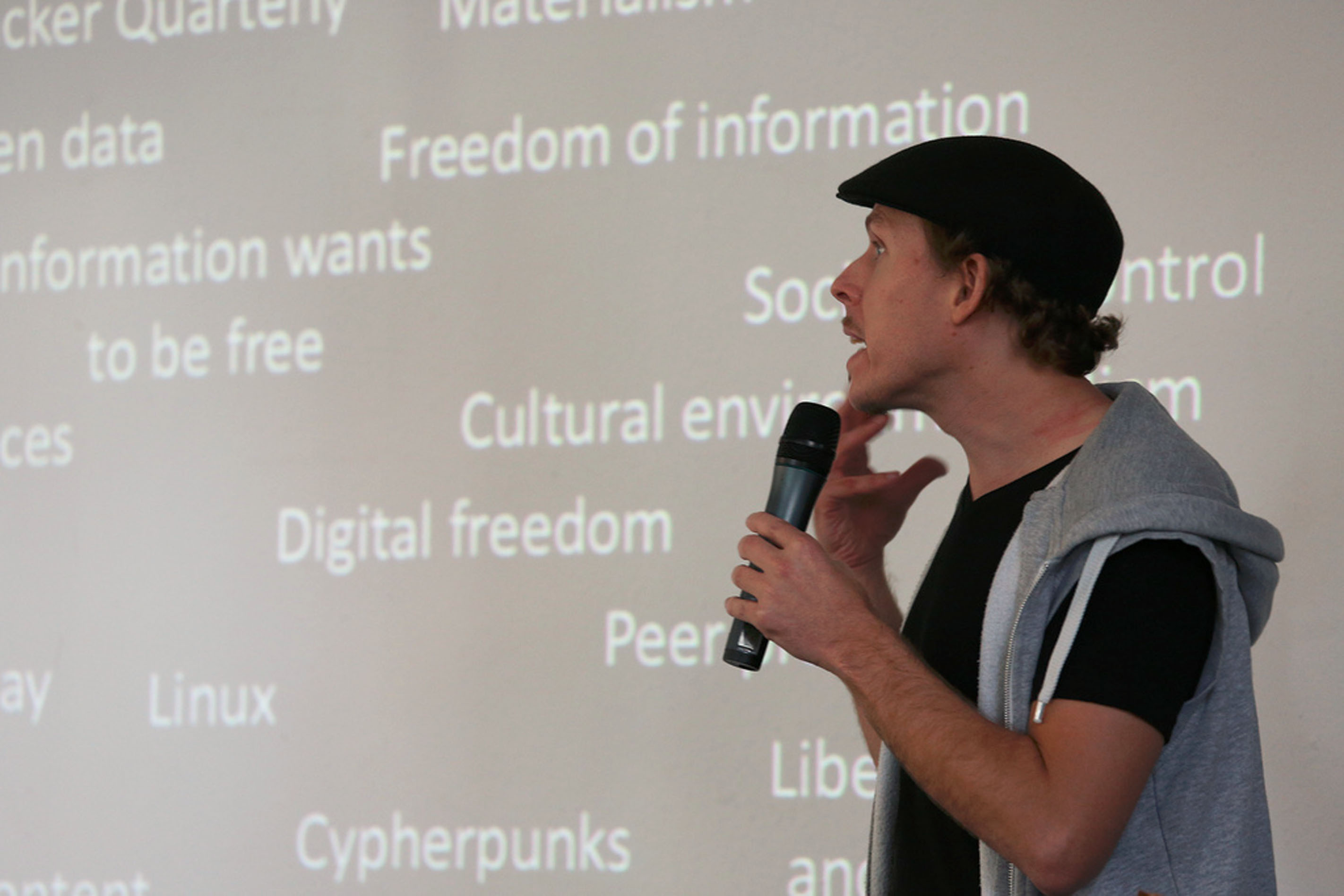
Grenzfurthner, conférencier d'honneur au symposium Paraflows, 2012.

Grenzfurthner dirige le festival Arse Elektronika, à San Francisco (depuis 2007), une série de conférences et d'anthologies académiques et artistiques annuelle axée sur la sexualité et la technologie. La première conférence de cette série a été animée par Grenzfurthner en 2007 en réponse aux questions posées par l'impact de la sexualité sur les innovations technologiques et l'adoption.  
Grenzfurthner est l'un des organisateurs de la Roboexotica, un festival international pour Cocktails-Robotics (depuis 2002) qui invite les chercheurs et artistes à construire des machines qui servent ou mélangent des cocktails. V. Vale a évoqué Roboexotica comme « une tentative ironique de critiquer le technotriomphalisme et de disséquer les engouements technologiques »[réf. nécessaire].
Grenzfurthner dirige Hedonistika, un festival axé sur la technologie alimentaire artistique. La première édition a été présentée à Montréal à la Biennale internationale d'art numérique de 2014. La deuxième édition a été présentée à Holon, près de Tel Aviv, au Festival Print Screen.  

### Travaux théâtraux et performances artistiques

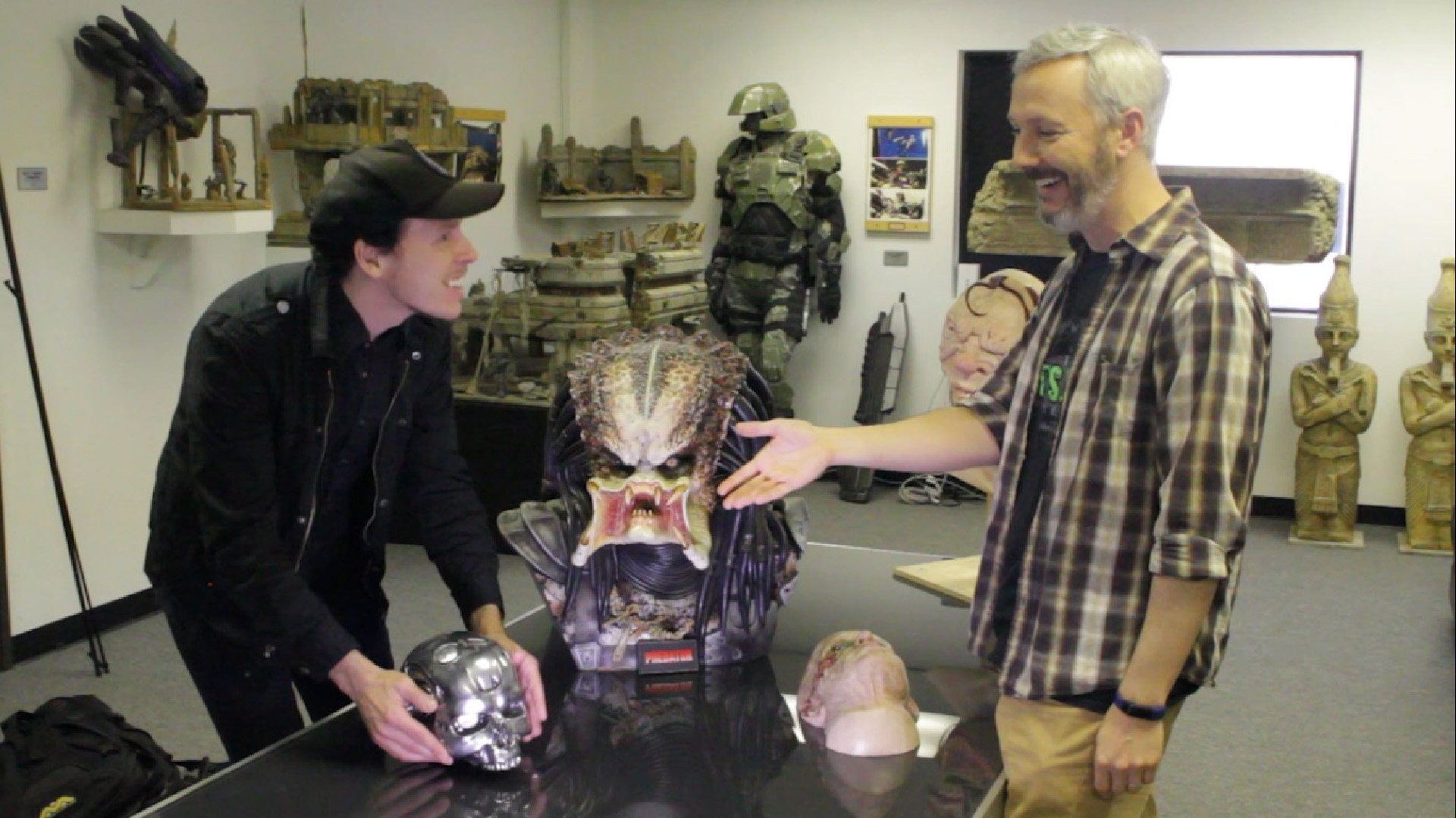
Grenzfurthner et Matt Winston parlent de Stan Winston et les effets spéciaux (Traceroute, 2016)

Grenzfurthner a écrit et mis en scène des pièces de théâtre,,,, des performances (par exemple Eignblunzn) et écrit des pièces artistiques interventionnistes. 

### Films
Grenzfurther a écrit et réalisé des courts métrages ; il est le PDG d'une compagnie de production de films nommée monochrom Propulsion Systems. Il est membre de la guilde des réalisateurs autrichiens et de l'association des créateurs de films documentaires autrichiens. 
Le premier film qu'il a réalisé était une comédie indépendante de fantaisie, Die Gstettensaga: The Rise of Echsenfriedl, (2014). Le premier documentaire de Grenzfurther est Traceroute (2016), suivi par Glossary of Broken Dreams (2018). En 2021, il a présenté un film d'horreur Masking Threshold au Fantastic Fest à Austin. 
Le film d'horreur de Grenzfurthner, Razzennest (2022), a également été bien reçu. En 2024, il a sorti le documentaire Hacking at Leaves. 

### Travaux universitaires, écrits académiques et conférences

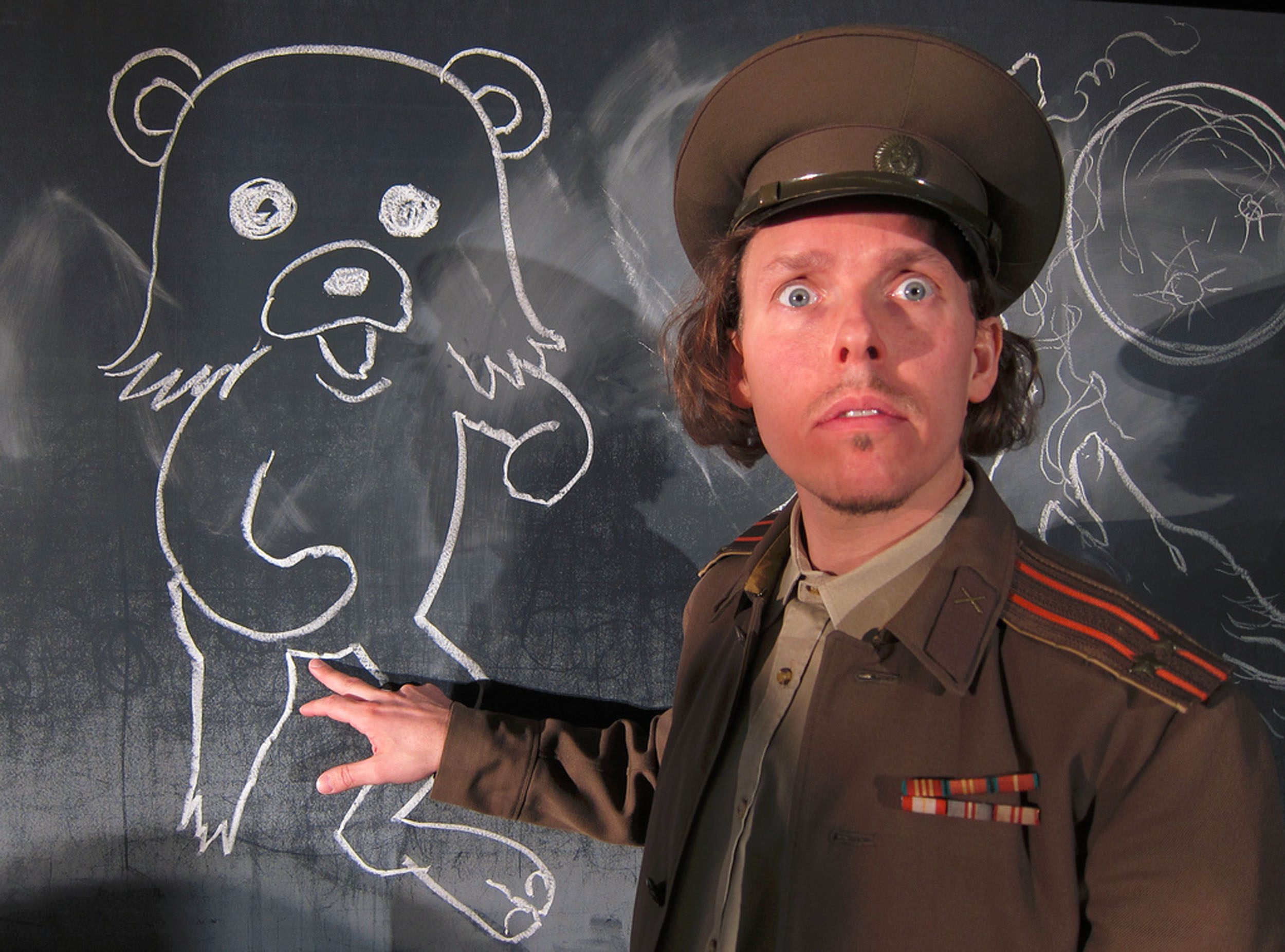
Grenzfurthner et Pedobear à ROFLcon 2010.

Grenzfurthner anime des conférences dans les écoles d'arts,, symposiums, et événements politiques, enseigne dans les universités,,, en plus de diriger des travaux d'étudiants,.
Il a publié des livres, des essais et d’articles sur les arts contemporains, les processus de communication et la philosophie, dont Mind and Matter: Comparative Approaches Towards Complexity, Do androids sleep with electric sheep?, Of Intercourse and Intracourse: Sexuality, Biomodification and the Techno-Social Sphere and Pr0nnovation?: Pornography and Technological Innovation,,.
Grenzfurthner a publié le pamphlet controversé Hacking the Spaces qui traite des tendances exclusionnistes du mouvement des hackerspaces. Grenzfurther a appuyé cette critique lors de ses conférences au Hackers on Planet Earth de 2012 et 2014 dans la ville de New York

### Spectacle et comédie

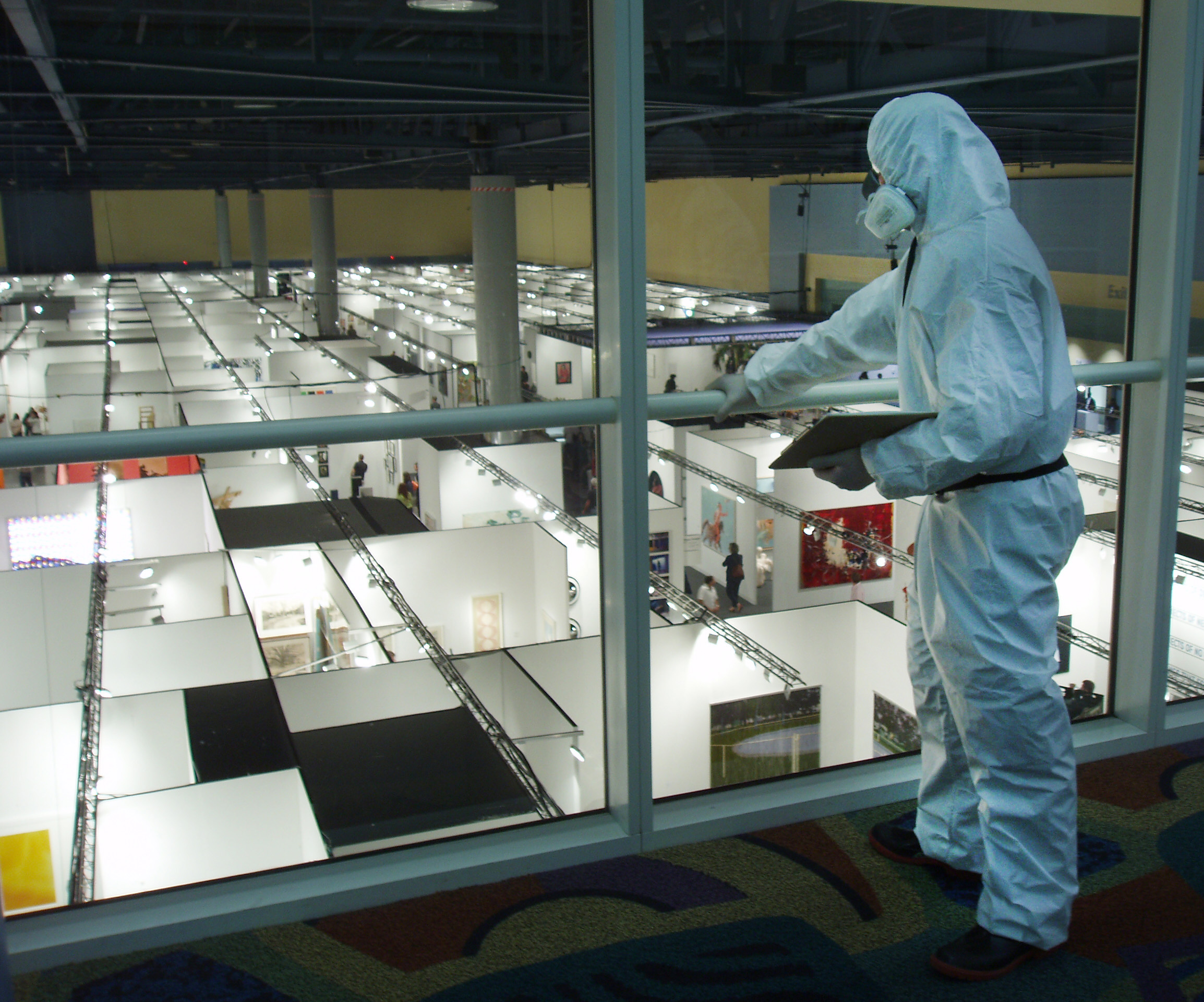
Grenzfurthner agit comme officiel CDC comme un dans la propagation d'un virus mit en scène aux Art Basel Miami Beach 2005.

Le travail de Grenzfurthner a pris un tournant comique, qu'il a eu l'occasion de représenter dans plusieurs salles, par exemple le Rabenhof Theater. Certaines parties de son spectacle comique Schicksalsjahre eines Nerds constituent la base de son documentaire Traceroute (2016). Grenzfurther est présentateur et maître de cérémonie lors de divers événements dans ce domaine,, et artiste invité dans des événements comme le Goldenes Brett. Grenzfurthner a eu des rôles principaux et secondaires dans plusieurs pièces de théâtre,. Il est acteur dans le long métrage d'Andi Haller, Zero Crash et le long-métrage de Michael J. Epstein et de Sophia Cacciola, Clickbait.  Il joue l'un des deux rôles principaux dans son propre film, Je Suis Auto. 

### Activités militantes
Grenzfurthner était l'un des acteurs principaux du développement de netznetz, un nouveau de type de système de financement basé sur le soutien de la communauté à la culture et l'art du net, en lien avec le département de la culture du gouvernement de la ville de Vienne. 
Il est à l'origine de la communauté Hackbus,,.
Avec Florian Hufsky, Leo Findeisen et Juxi Leitner, Grenzfurthner a coorganisé la première conférence internationale des partis pirates,.

### Activités commerciales
Grenzfurthner a conceptualisé et co-créé une installation robotique pour promouvoir le produit d'une société de sextoys, Bad Dragon. Il a créé une société artistique de publicité sur internet pour Cheetos.

### Vie personnelle

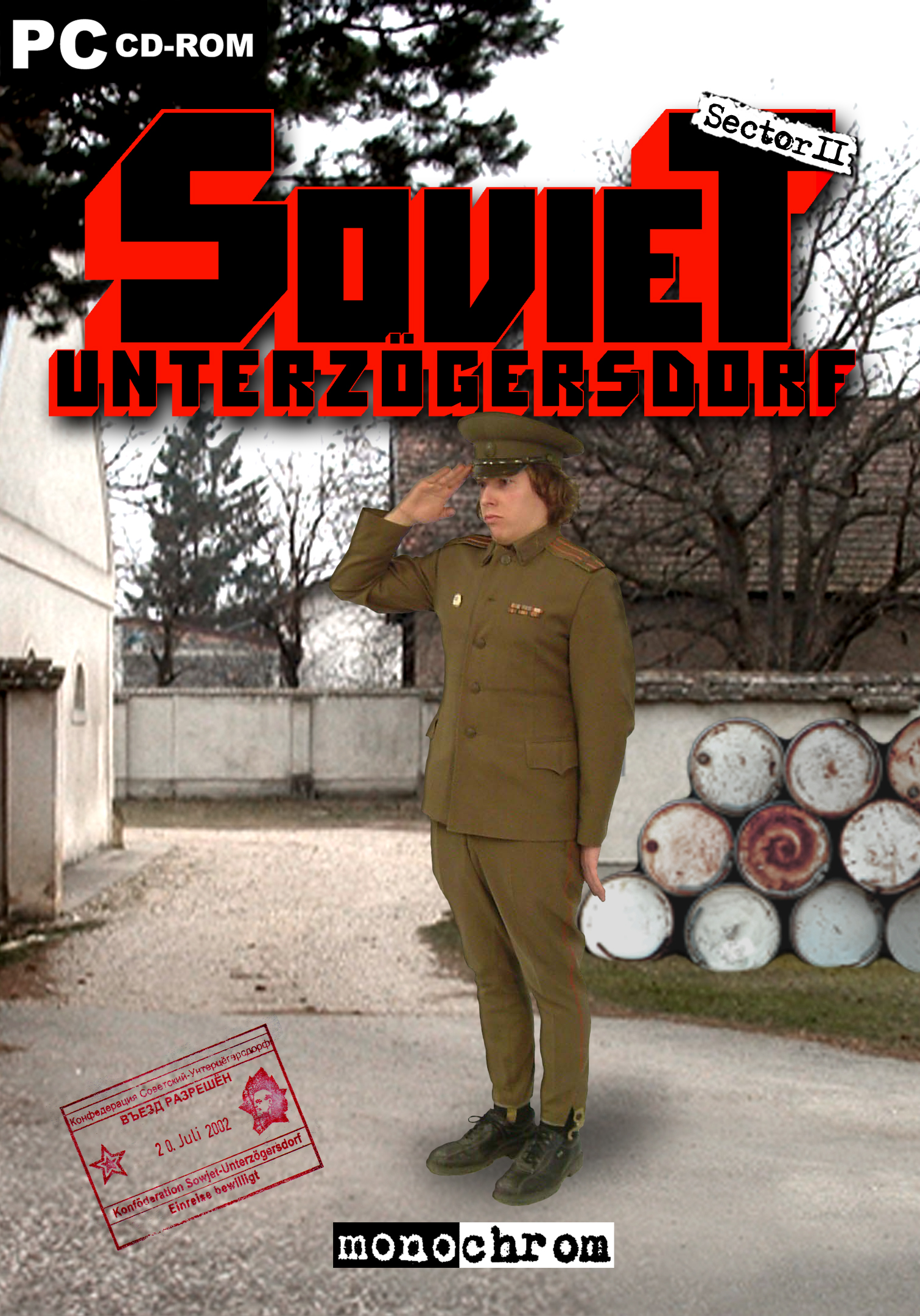
Grenzfurthner sur la couverture de Soviet Unterzoegersdorf: Secteur 2 (2009).

Grenzfurthner vit et travaille à Vienne. Il a grandi à Stockerau, dans une zone rurale du sud de l'Autriche et en parle dans son spectacle comique Schicksalsjahre eines Nerds (2014) et son film documentaire semi-autobiographique Traceroute (2016). 
« Si je n'avais pas grandi à Stockerau, dans le sud du sud de l’Autriche, je ne serais pas ce que je suis aujourd'hui. L'élément déclencheur qui fait que l'on devient nerd, c'est la différence, la volonté d'être compris, de trouver des opportunités de partager des expériences, de ne pas être laissé seul avec nos intérêts bizarres. En même temps, celui-ci dérive presque d'un plaisir pervers de s'apitoyer sur ces défauts. Les nerds adorent les défauts ; ceux des autres, mais aussi les leurs. Les nerds sont des explorateurs, qui adorent se mesurer aux autres et qui rivalise de façon agressive. Et pourtant, l'existence du nerd comprend aussi des éléments occultes, de mystère. La façon dont le pouvoir est exprimé ou axé est importante ».
Grenzfurthner utilise son histoire personnelle et sa formation comme source pour son travail. Dans une conversation avec Zebrabutter, il nomme pour exemple sa volonté de gérer sa claustrophobie : c'est ainsi qu'il a débuté une série de performances artistiques où les volontaires pouvaient être enterrés vivants.
Lorsqu'il était enfant, Grenzfurthner a passé beaucoup de temps dans la ferme de ses grands-parents, dans le petit village de Unterzögersdorf (une municipalité cadastrale de Stockerau). Les histoires de ses grands-parents sur les nazis, la Deuxième Guerre mondiale et l'occupation soviétique dans l'Autriche occupée par des alliés (1945-1955) ont influencé son projet monochromes Soviet Unterzoegersdorf sur le long terme,.

## Controverse
Grenzfurthner était l'un des 200 activistes, politiciens et artistes d'Allemagne, de Suisse et d'Autriche (avec cependant un total de seulement 10 noms Autrichiens) dont les noms ont été publiés sur une liste de doxing d'extrême droite publiée sur diverses plateformes en ligne en décembre 2018 et janvier 2019,. Les créateurs étaient menacés par la liste extrémiste : #wirkriegeneuchallee – Nous vous aurons tous. Grenzfurthner a évoqué cela ouvertement sur des plateformes en ligne et dans des conférences. 

## Prix (extraits)
- Comme metteur en scène de la pièce Udo 77 : Nestroy Theatre Award (2005)[68].
- Coke Light Art Edition Award (2006)[69].
- Comme directeur artistique de monochrom : Art Award du FWF Austrian Science Fund (2013)[70].

## Filmographie (longs métrages)
- Solvent (2024) – réalisateur, scénariste, producteur, acteur
- Hacking at Leaves (2024) – réalisateur, scénariste, producteur, acteur
- Razzennest (2022) – réalisateur, scénariste, producteur
- Masking Threshold (2021) – réalisateur, scénariste, producteur
- Avenues (2019) – producteur
- Zweite Tür Rechts (2019) – producteur, acteur
- Glossary of Broken Dreams (2018) – réalisateur, scénariste, producteur, acteur
- Clickbait (2018) – acteur
- Traceroute (2016) – réalisateur, scénariste, producteur, acteur
- Shingal, where are you? (2016) – producteur associé
- Valossn (2016) – producteur associé
- Zero Crash (2016) – acteur
- Die Gstettensaga: The Rise of Echsenfriedl (2014) – réalisateur, scénariste, producteur
- Kiki and Bubu: Rated R Us (2011) – réalisateur, scénariste

## Théâtre (extraits)
- Udo 77 (Teatro Rabenhof, Vienne, 2004/2005) - metteur en scène, acteur, scénariste
- Waiting for Goto (Volkstheater, Vienne, 2006) - metteur en scène, scénariste
- Campaign (Volkstheater, Vienne, 2006) - metteur en scène, scénariste
- monochrom's ISS (Garage X, Vienne et Ballhaus Ost, Berlín, 2011 et 2012) - metteur en scène, acteur, scénariste
- Schicksalsjahre eines Nerds (Teatro Rabenhof, Vienne, 2014) - metteur en scène, acteur, scénariste
- Steppenrot (komm.st, Styria et Spektakel, Vienne, 2017) - metteur en scène, acteur, scénariste
- Die Hansi Halleluja Show (komm.st, Styria et Spektakel, Vienne, 2018-2019) - metteur en scène, acteur, scénariste
- Das scharlachrote Kraftfeld (komm.st, Styria et Spektakel, Vienne, 2019-2020) - metteur en scène, acteur, scénariste

## Éditeur
- Éditeur de la série de magazines / annuaires monochrom (1993, 1994, 1995, 1996, 1997, 1998, 2000, 2004, 2006, 2007, 2010)
- Stadt der Klage (Michael Marrak, 1997)
- Weg der Engel (Michael Marrak et Agus Chuadar, 1998)
- Who shot Immanence? (avec Thomas Edlinger et Fritz Ostermayer, 2002)
- Leutezeichnungen (avec Elffriede, 2003)
- Quo Vadis, Logo?! (avec Günther Friesinger, 2006)
- Spektakel – Kunst – Gesellschaft (avec Stephan Grigat et Günther Friesinger, 2006)
- pr0nnotivation? Arse Elektronika Anthology (avec Günther Friesinger et Daniel Fabry, 2008)
- Roboexotica (avec Günther Friesinger, Magnus Wurzer, Franz Ablinger et Chris Veigl, 2008)
- Do Androids Sleep with Electric Sheep? (avec Günther Friesinger, Daniel Fabry et Thomas Ballhausen, 2009)
- Schutzverletzungen/Legitimation of Mediatic Violence (avec Günther Friesinger et Thomas Ballhausen, 2010)
- Urban Hacking (avec Günther Friesinger et Thomas Ballhausen, 2010)
- Geist in der Maschine. Medien, Prozesse und Räume der Kybernetik (avec Günther Friesinger, Thomas Ballhausen, Verena Bauer, 2010)
- The Wonderful World of Absence (avec Günther Friesinger et Daniel Fabry, 2011)
- Of Intercourse and Intracourse – Sexuality, Biomodification and the Techno-Social Sphere (avec Günther Friesinger et Daniel Fabry, 2011)
- Context Hacking: How to Mess with Art, Media, Law and the Market (avec Günther Friesinger et Frank Apunkt Schneider, 2013)
- Screw The System – Explorations of Spaces, Games and Politics through Sexuality and Technology (avec Günther Friesinger et Daniel Fabry, 2013)